# Glochidion gigantifolium
Glochidion gigantifolium là một loài thực vật có hoa trong họ Diệp hạ châu. Loài này được (Vidal) J.J.Sm. mô tả khoa học đầu tiên năm 1910.